# シュヴァルツ＝ゲルベ・アリアンツ
シュヴァルツ＝ゲルベ・アリアンツ（ドイツ語: Schwarz-Gelbe Allianz）は、オーストリアの王党派組織・政党。略称は「SGA」。2004年6月26日に設立された。

## 組織

### 名称

ハプスブルク家の旗

1. 「シュヴァルツ（Schwarz）」は黒色を、「ゲルベ（Gelbe）」は黄色をそれぞれ意味する。これらが合わさった「シュヴァルツ＝ゲルベ（Schwarz-Gelbe）」は、黒・黄の2色からなるハプスブルク家の旗を暗示する。
2. 「アリアンツ（Allianz）」は提携・連帯を意味する。

すなわち「シュヴァルツ＝ゲルベ・アリアンツ」という名称は、かつてハプスブルク帝国の領域だった中央ヨーロッパ諸国の連携を示す。邦訳すれば「黒黄同盟」「黒黄連帯党」といった組織名になる。

### 党員
2014年5月時点の情報によれば、オーストリア全土で約1000人の党員がおり、その中には複数のハプスブルク一族も含まれている。

## 政策・主張
1. オーストリア皇帝を戴く立憲君主制への復帰
2. 非党派的な勅選議員の導入
3. 貴族称号の復活（ただし君主制復活運動に協力する者に限定する）
4. 大国との対等な関係での外交のため、ドナウ国家連合の実現

### 新しい君主国
第一次世界大戦に敗れた1918年以来、現在に至るまで共和制がとられているオーストリアに、再び立憲君主制を導入することを目標とする。オーストリアのみならず、最終的には中央ヨーロッパ防衛協力（CEDC）の加盟国でもあるハンガリー、チェコ、スロバキア、スロベニア、クロアチアとの同君連合樹立を目指す。
かつてのオーストリア＝ハンガリー帝国を再興しようとしているわけではなく、南ティロル（イタリア領）やガリツィア（ポーランド・ウクライナ領）、トランシルヴァニア（ルーマニア領）、ボスニア・ヘルツェゴビナなどは範囲外とする。
なおSGAの支持者の大部分は、即位すべき人物はハプスブルク家現当主であるカール・ハプスブルク＝ロートリンゲンだと考えているが、当のカールが帝位を望んでおらず、それがSGA支持者にとってジレンマになっている。このためか、ハプスブルク朝の再建を支持するものの、そのハプスブルク一族の中で君主として擁立すべき人物について、組織としては明確にしていない。

## 支持率
帝国再興に熱心な君主主義者は国民の2%を下回っており、オーストリア議会で議席を獲得するには4％の得票率が必要なため、SGAが今までに議席を獲得できたことはない。
オーストリア国民のハプスブルク帝国への郷愁の念は非常に強く、過去数年間のいくつかの世論調査によると、オーストリア国民の最大で20％が君主制への復帰に賛成しているが、そうした君主制容認層の投票行動はSGAにはまったく結びついていないのが実情である。
2019年現在の政治状況では、君主主義者たちはオーストリア国民党との繋がりを求める可能性が最も高いとされる。

## 脚注

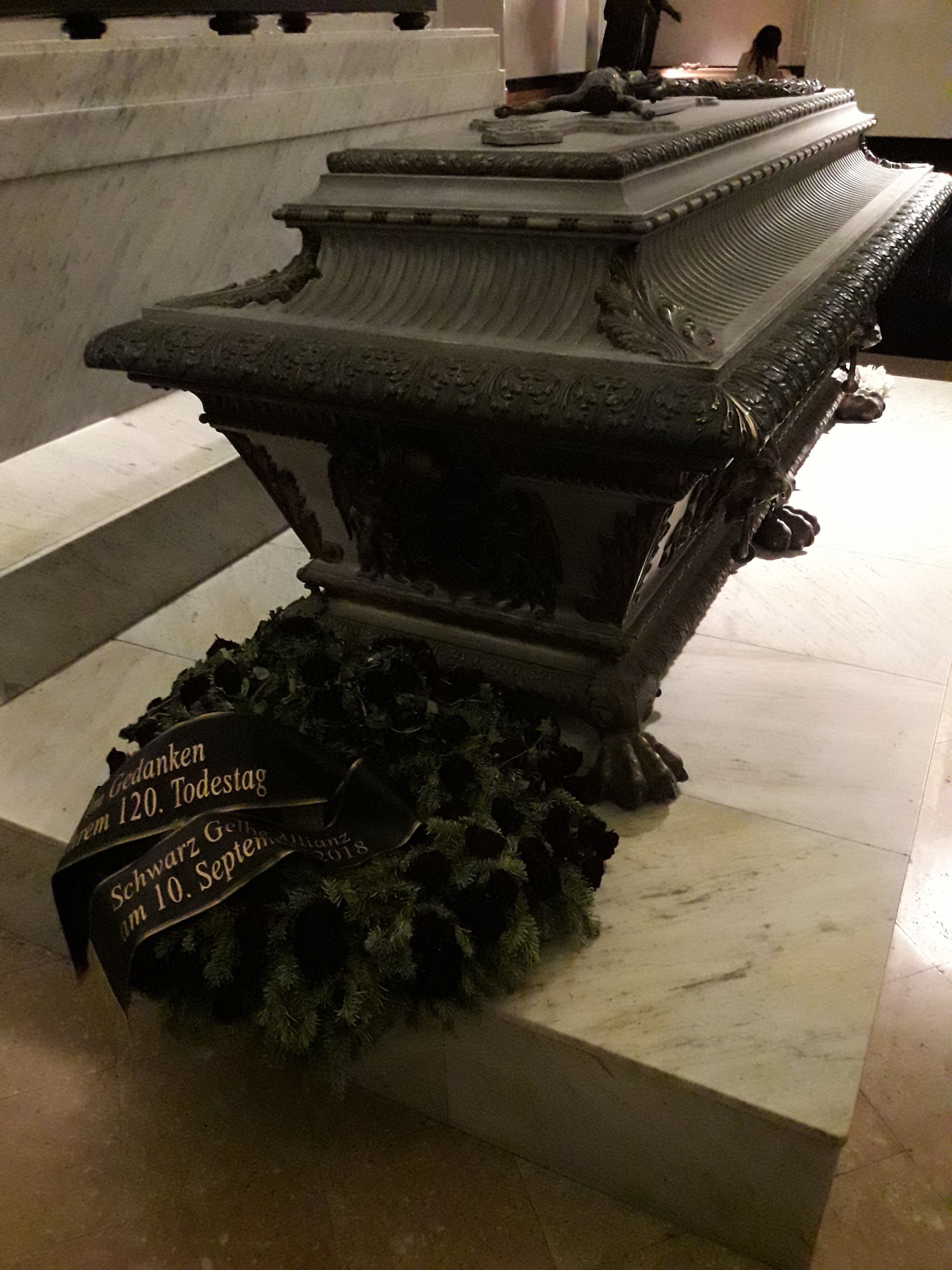
没後120周年を記念し、「SGA」によってオーストリア皇后エリーザベトの棺に捧げられたリース（2018年）